# Achada Fazenda
Achada Fazenda es una localidad caboverdiana del municipio de Santa Cruz.

## Geografía
La localidad de Achada Fazenda está localizada en el municipio de Santa Cruz en el lado oriental de la isla de Santiago, Cabo Verde, aproximadamente a 25 kilómetros al noreste de la capital, Praia. El pueblo está ubicado en el borde de una meseta inclinada sobre un fértil valle. El valle del río (Ribeirao) situado al norte de la localidad se producen periódicamente inundaciones durante la temporada de lluvias, por lo cierto es que permanece seco durante 10 meses al año. Las aguas subterráneas se encuentran cerca de la superficie y los granjeros acceden a ellas por medio de numerosos pozos con el que riegan sus cosechas. Un suelo fértil y un fácil acceso a agua, hacen de este valle una zona eminentemente agrícola. Hacia el sureste de la localidad se encuentra un antiguo campo de lava que termina en el mar, esta zona es prácticamente estéril, pero los agricultores locales cultivan con relativo éxito un bosque de acacia.

## Organización territorial
La localidad abarca los lugares y barrios de:
- Achada Colaço
- Avenida
- Baixo
- Cananga
- Chã de Curral
- Guiné
- Kwaite
- Monte Mosca
- Pousada
- Rotunda
- Rúa Diante
- Rúa Traz
- Zimbrom

## Patrimonio
La mayoría de las casas fueron construidas a finales del siglo XX. La mayoría de las edificaciones están hechas de adobe, así como ladrillo y piedra, material común hasta mediados del siglo XX; una pequeña parte están realizadas de acero y cemento. El estilo de vida es bajo, así como los ingresos de sus habitantes que están creciendo, ya que hasta mediados del siglo XX eran más preocupantes. La mayoría de la población son agricultores, con una producción basada en las plantaciones de plátanos, piñas, cuidado de ganado y otras cosechas de frutas y verduras. La electricidad, así como las comunicaciones y otros servicios como líneas telefónicas fueron introducidas y puestas en servicio desde mediados del siglo XX prestando servicio a la mayoría de la población.